# Aerorozvidka
Aerorozvidka (ukrainska: Аерозвідка, "flygspaning"), är en icke-statlig organisation, som främjar skapandet och utplaceringen av nätverkscentrerade och robotbaserade militära förmågor för Ukrainas säkerhets- och försvarsstyrkor. Aerorozvidka exemplifierar det civila samhällets direkta engagemang för att motstå utländsk aggression mot Ukraina, och är specialiserad på flygspaning och drönarkrigföring. Organisationen grundades i maj 2014 av ett team som inkluderade den ukrainske bataljonschefen Natan Chazin. Dess grundare Volodymyr Kotjetkov-Sukatj var en investeringsbankir som dödades i det rysk-ukrainska kriget 2015.

## Etablering
Aerorozvidka började som en grupp frivilliga drönar- och IT-entusiaster och utvecklades senare till en militär enhet. Det har kallats en "krigsstartup" av Atlantiska rådet.
När Rysslands ockupation av Krim startade 2014 började Natan Chazin, ledare för Euromajdans "judiska regemente" och soldat från den första "Azov"-formationen, att undersöka möjligheter för teknisk beväpning av den ukrainska armén. Efter att ha fått avslag på hjälp under en resa till Israel vände han sig till en vän från Maidan för att få hjälp. Videoklippet "Ukraine through the eyes of a drone" som gjorts med vännens hjälp har fått över en miljon visningar på Youtube. Drönaren som skänktes till volontärerna var starten för Aerorozvidka.
Volodymyr Kotjetkov-Sukatj tog drönaren till Aidarbataljonen. Senare åtog sig Jaroslav Hontja, i samarbete med Krok datorakademi, att anpassa drönaren för stridsförhållanden.
Som resultat kunde flygräckvidden för ukrainska drönare ökas från 300 meter till 3 kilometer. Modellflygplansklubbar, enskilda amatörer och kommersiella organisationer bidrog till detta. Drönarna förbättrades kontinuerligt och användes i Ukrainas väpnade styrkor och i frivilliga bataljoner.

## Position och samarbeten

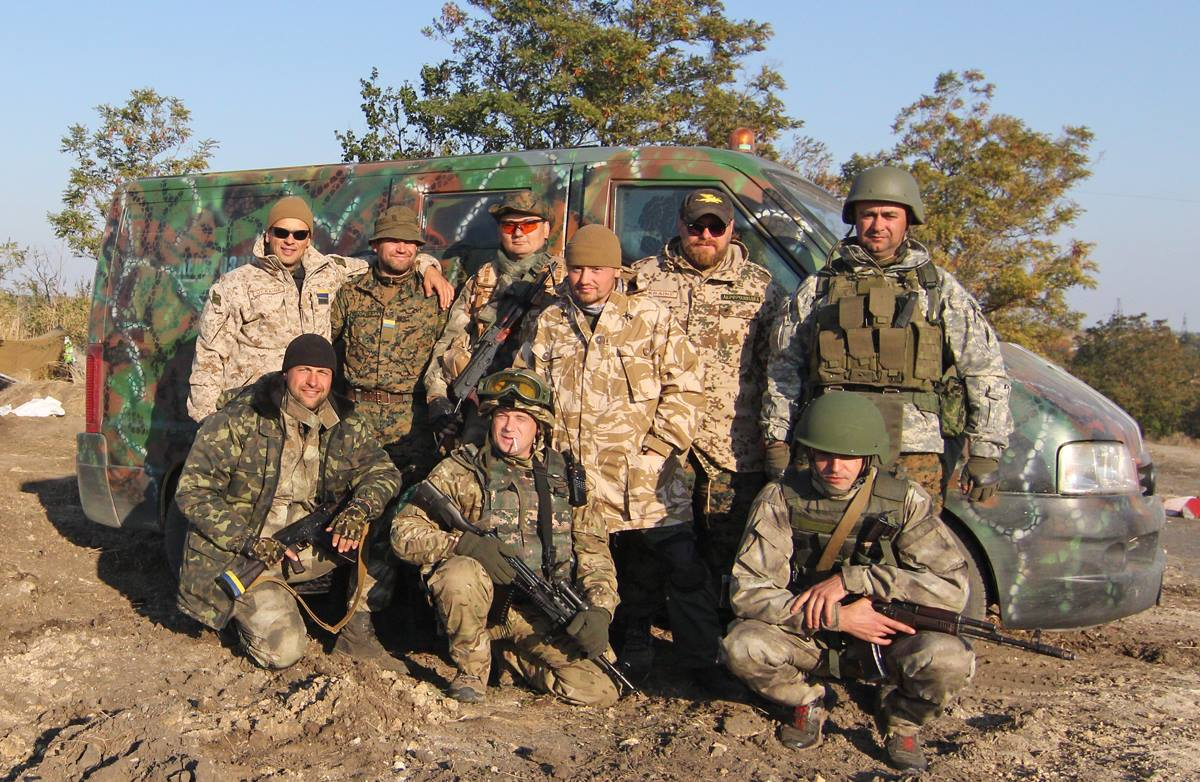
En av stridsenheterna, med bland andra medlemmar och grundare av Aerorozvidka 2015.

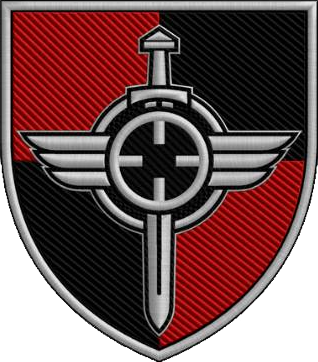
Chevron från Innovationscentret och försvarsutvecklingens vapen.

I början av Aerorozvidkas verksamhet samarbetade man med Ukrainas försvarsmakt, Ukrainska inländska trupper och den Nationella Vakterna av Ukraina och landets gränstrupper. Senare anslöt sig Aerorozvidkas medlemmar till underrättelsetjänsten.
I december 2015 anslöt sig medlemmar av Aerorozvidka till Ukrainas väpnade styrkor i den militära enheten A2724, även kallad "Center for the Implementation and Support of Automated Operational (Combat) Control Systems". Enheten bildades av Aerorozvidka-gruppens volontärer som vid den tiden arbetade i de separata underrättelseenheterna 74 och 131. Den nya enheten förenades med kommunikations- och cybersäkerhetsstyrkorna i Ukrainas väpnade styrkor, år 2020 lades den militära enheten ned av försvarsministern på initiativ av generalstaben för den ukrainska försvarsmakten. I NATOs system klassificeras enheten somC4ISR(en).
I juli 2020 registrerade frivilliga gruppmedlemmar organisationen som icke-statliga "Aerorozvidka" i Ukraina.
- Termen "flygspaning" på ukrainska (ukrainska: аеророзвідка) introducerades som beteckning för Aerorozvidka av organisationens grundare Jaroslav Hontjar, Volodymyr Kotjetkov-Sukatj och Natan Chazin. Innan dess använde Ukraina termen "flygfotografering".
- Den 9 februari 2015 inträffade en kraftig explosion i Donetsk. Aerorozvidkas representanter hävdade att de stod bakom anfallet.

## Verksamhet
Från och med 2022 tillhör eller tillhörde Aerorozvidka vissa verksamhetsområden:
- Utveckling, testning och implementering av automatiserade kontrollverktyg, främst "Delta"-systemet för situationsmedvetenhet.[14]
- Utveckling, testning, implementering och tillämpning av olika sensorer för situationskännedomssystemet, särskilt videoövervakning.[15]
- Design och användning av obemannade luftfarkoster med flera rotorer.
- Främja reformen av Ukrainas väpnade styrkor, främst när det gäller implementeringen av C4ISR-systemet.
- Samarbete med statliga myndigheter om utveckling av kapaciteten hos Ukrainas säkerhets- och försvarssektorn för integrering av Aerorozvidka-veteraner i det civila livet.
- Genomförande av andra vetenskapliga och tekniska projekt och tillämpning av militär erfarenhet inom civila sfärer (t.ex. i Tjernobyls exkluderingszon[15], deltagande i internationella evenemang: CWIX[16], Sea Breeze, Rapid Trident[9]).

### Drönare
I augusti 2014 rapporterade Volodymyr Kotjetkov-Sukatj att Aerorozvidka redan producerat alternativa obemannade flygfarkoster för den ukrainska militärens behov i ATO-zonen (Anti-Terrorist Operation Zone) med drönare som fanns i butiker och moderniserat dem. Drönare är även lämpliga för taktisk spaning. Enheterna arbetade på frontlinjerna i fem avdelningar där de överförde data och foton med geotaggar på ett avstånd upp till 2 km.
År 2016 lanserade Aerorozvidka ett program för att utveckla de första prototyperna av obemannade flygfarkoster. Redan 2019 testades modellen fullt ut i strid i östra Ukraina i ATO-zonen. Den 24 februari 2022 har 50 uppsättningar R18-oktokoptrar med 8 motorer tillverkats. Helikoptrarna kan starta och landa vertikalt, har en räckvidd på 5 km, kan stanna i luften i cirka 40 minuter och bära 5 kg nyttolast. Vid konstruktionen används ukrainska och importerade komponenter. Drönare utvecklades ursprungligen för att leverera medicin och mat, den ryska invasionen den 24 februari 2022 förändrade hur de används. Dessa drönare används nu ofta som bombplan, medan sovjetiska kumulativa pansarvärnsgranater RKG-3 eller RKG-1600 används som projektiler. R18-drönaren kan bära tre sådana granater.
Aerorozvidka använder även drönare från tredje part. Drönarna används för spaning och justering av artillerield. Dessa inkluderar i synnerhet kommersiella DJI- och Autel-drönare som vanligtvis kommer i form av volontärhjälp. PD-1, Leleka-100 och andra drönare köps också in för användning i krigföringen.
Från 2022 blev användningen av drönare i krigföringen vanligt. Drönare används för att förstöra fiendeutrustning som är mycket mer kostsam än drönaren själv.

## Den ryska invasionen 2022
Under den ryska invasionen av Ukraina 2022 har pilotgrupper riktat in sig på ryska styrkor på natten medan de inte rör sig. Den 24 februari 2022 flyttade en stor kolonn rysk militär utrustning mot Kiev från Belarus längs den högra stranden av floden Dnepr. Den dagen mötte de ukrainska militära enheterna fienden nära staden Hostomel. För att förhindra att staden omringades attackerade ukrainska trupper de ryska trupperna från staden Malynsa. Ukraina använde sig av drönare. Efter de första träffarna spred ryska trupper ut sina stora kolonner i grupper om 5 till 10 fordon. Ukraina har också förstört fiendens militära depåer och kapat leveranskedjorna. Enhetens befälhavare, överstelöjtnant Jaroslav Hontjar, är en före detta soldat som blivit IT-marknadsföringskonsult. Han återvände till armén efter den första ryska invasionen av Ukraina 2014.
Med hjälp av drönare och Starlink-terminaler har ukrainska styrkor stoppat ryska militärkonvojer. Samordningen mellan drönare och Starlink-terminaler gjorde det möjligt för den ukrainska militären att stoppa ryska framryckningar. Aktivister från Aerorozvidka säger att en stabil höghastighetsanslutning endast var möjlig tack vare Starlink-terminaler. Senare började de ukrainska militära enheterna arbeta med oktokoptrar R18, såväl som andra drönare och Starlink-terminaler i andra områden i stridszonen. Deras kommunikation organiseras genom systemet för situationsmedvetenhet "Delta".